# 海德兰鲹
海德兰鲹（学名：Caranx hedlandensis）为鲹科鲹属的鱼类。分布于台湾岛等。该物种的模式产地在西澳大利亚。